# Kościół św. Mikołaja w Dzikowcu
Kościół świętego Mikołaja – rzymskokatolicki kościół parafialny należący do parafii pod tym samym wezwaniem (dekanat Raniżów diecezji sandomierskiej).
Jest to świątynia wzniesiona w latach 1814–1816, uroczyście poświęcona została przez biskupa Franciszka Ksawerego Wierzchleyskiego w 1859 roku. W 1879 roku zostało wymienione pokrycie dachu z gontu na blachę cynkowaną, natomiast w 1933 roku do elewacji została dostawiona frontowa kruchta. Budowla była restaurowana w 1991 roku. Kościół jest murowany i otynkowany, reprezentuje styl klasycystyczny, pokryty jest blachą. Budowla jest halowa, posiada trzy nawy. Korpus nakrywa dach czterospadowy, natomiast prezbiterium trójspadowy. Wieża nakryta jest czteropołaciowym dachem hełmowym o wybrzuszonych połaciach. We wnętrzu świątyni zachowały się elementy w stylu barokowym, pochodzące z XVII wieku (chrzcielnica) i XVIII wieku (feretrony). Wyposażenie budowli reprezentuje jednak głównie style: klasycystyczny i eklektyczny i powstało w XIX wieku. Wnętrze jest wzbogacone o secesyjne witraże zaprojektowane przez Stanisława Matejkę i wykonane w krakowskiej pracowni Żeleńskiego w 1912 roku.